# William P. Gottlieb
William P. Gottlieb (Canarsie, 1917. január 28. – Great Neck, 2006. április 23.) amerikai fotóművész.
Brooklyn Canarsie negyedében született. Többek között a The Washington Post rovatvezetője volt. Leginkább az 1930-as, 40-es évek amerikai dzsesszzenéje aranykorának előadóiról készített felvételeivel vált ismertté. Fényképei a dzsessz klasszikus korszakának legismertebb és legszélesebb körben reprodukált képei közé tartoznak.
Több száz zenészről és más személyről készített portréfotókat, leginkább akkor, amikor már jól ismertek voltak. Képein szerepel többek között Louis Armstrong, Duke Ellington, Charlie Parker, Billie Holiday, Dizzy Gillespie, Earl Hines, Jo Stafford, Thelonious Monk, Stan Kenton, Ray McKinley, Benny Goodman, Coleman Hawkins, Louis Jordan, Ella Fitzgerald.
Gottlieb fényképeit a Wikipédia és más források is szabadon közölhetik.

## Élete
Bound Brookban (New Jersey) nőtt fel. Apja építőipari és faipari üzemben dolgozott. 1938-ban szerzett közgazdász diplomát a Lehigh Universityn. Különböző lapokba írt, majd a The Lehigh Review főszerkesztője lett.
Az egyetem utolsó évében kezdett heti dzsesszrovatba írni a The Washington Postnál. Közben a Marylandi Egyetemen közgazdaságtant is tanított. A Washington Post nem fizetett a fotósoknak, de Gottlieb kölcsönzött egy sajtókamerát, és elkezdett képeket is készíteni a dzsesszrovatba.
1943-ban besorozták a hadseregbe, ahol fényképészként szolgált. A második világháború után New Yorkba költözött. a Down Beat magazinnál dolgozott újságíróként és fotósként. Képei már gyakran megjelentek a Record Changerben, a Saturday Review-ban és a Collier'sben is.
A Down Beat után a Curriculum Filmsnél dolgozott. Később megalapította saját filmes cégét, amelyet aztán a McGraw Hill vásárolt tőle meg.
Számos képét díjazta a Canadian Film Board és az Educational Film Librarians.
Gottlieb gyerekkönyveket is írt és illusztrált.

## Galéria

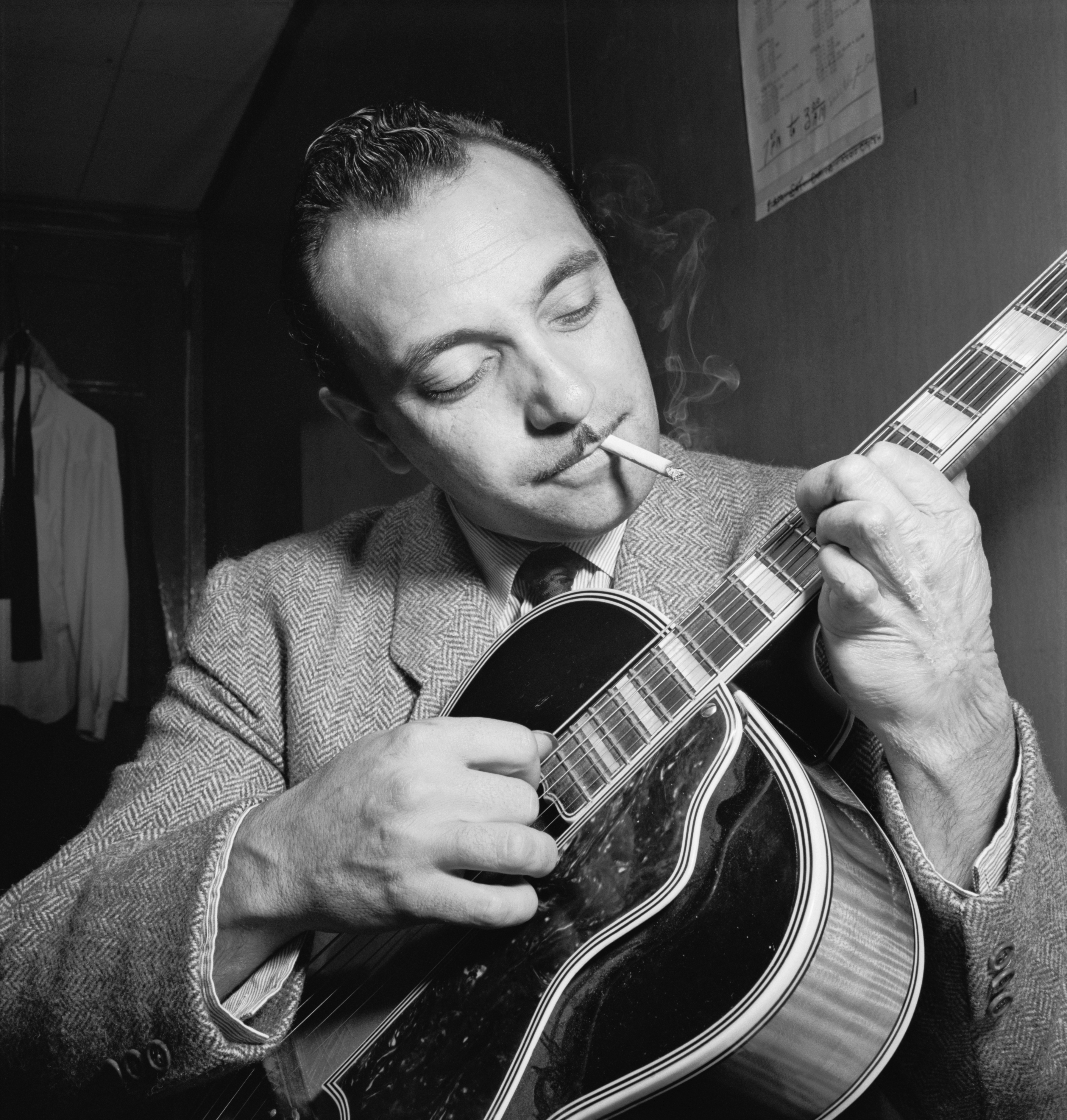
Django Reinhardt
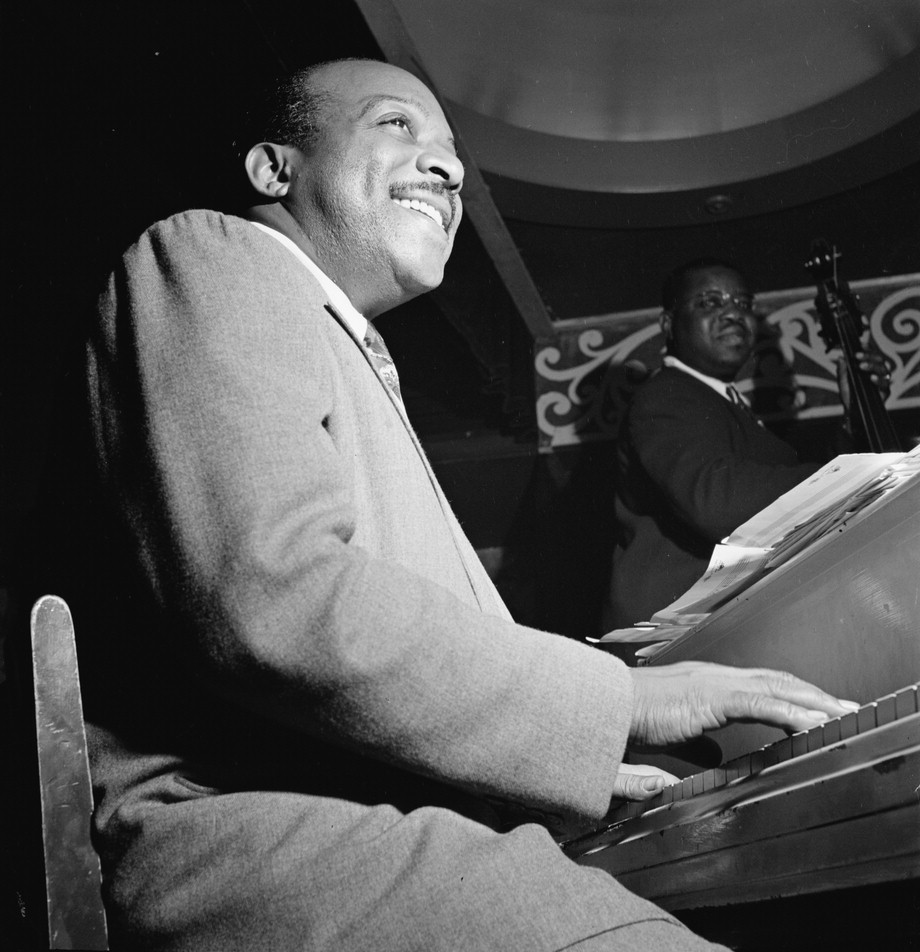
Count Basie
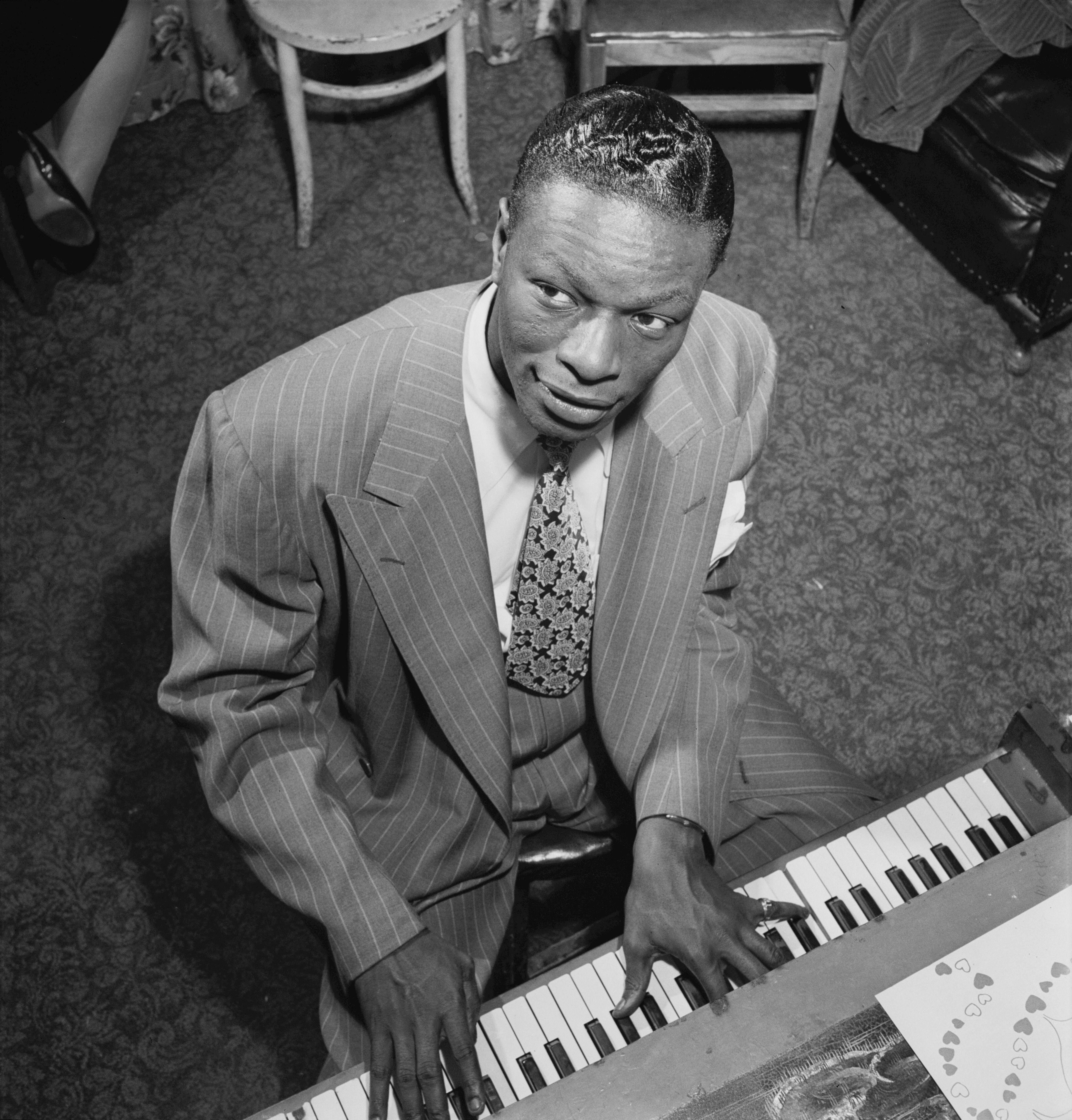
Nat King Cole
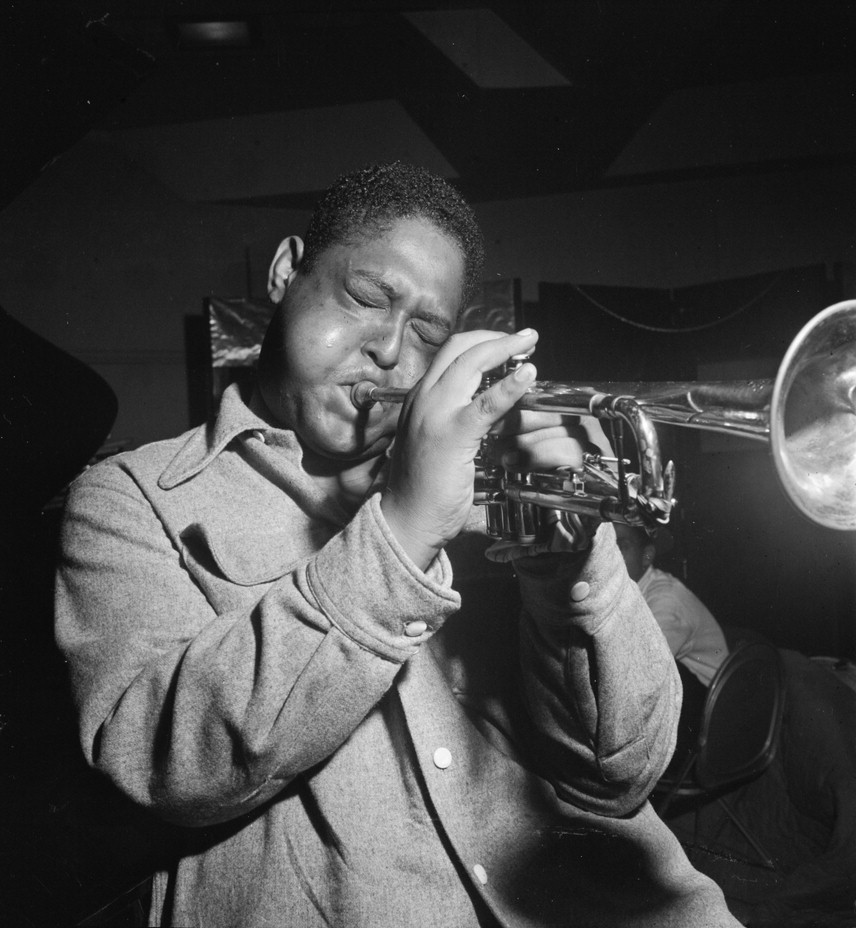
Fats Navarro
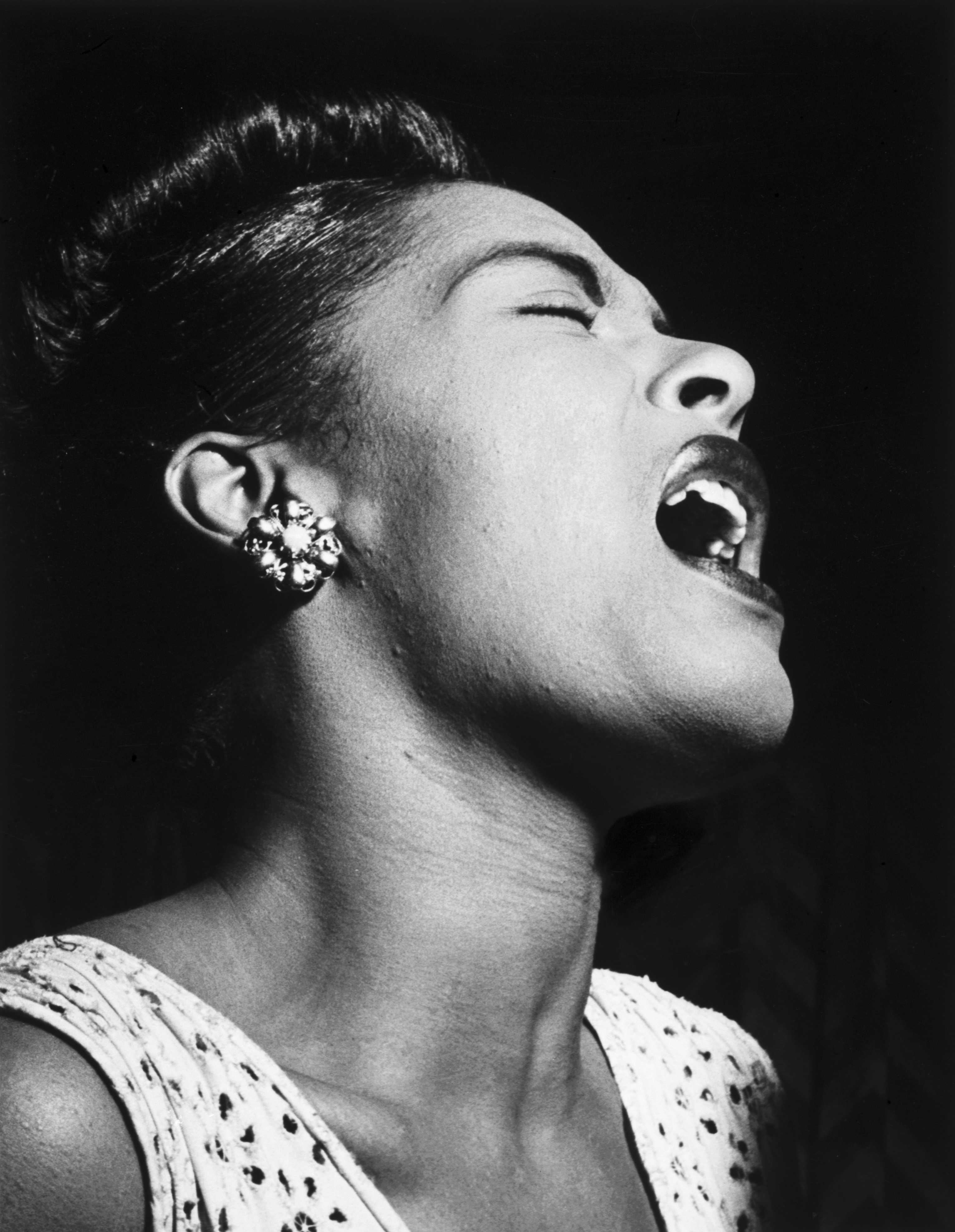
Billie Holiday
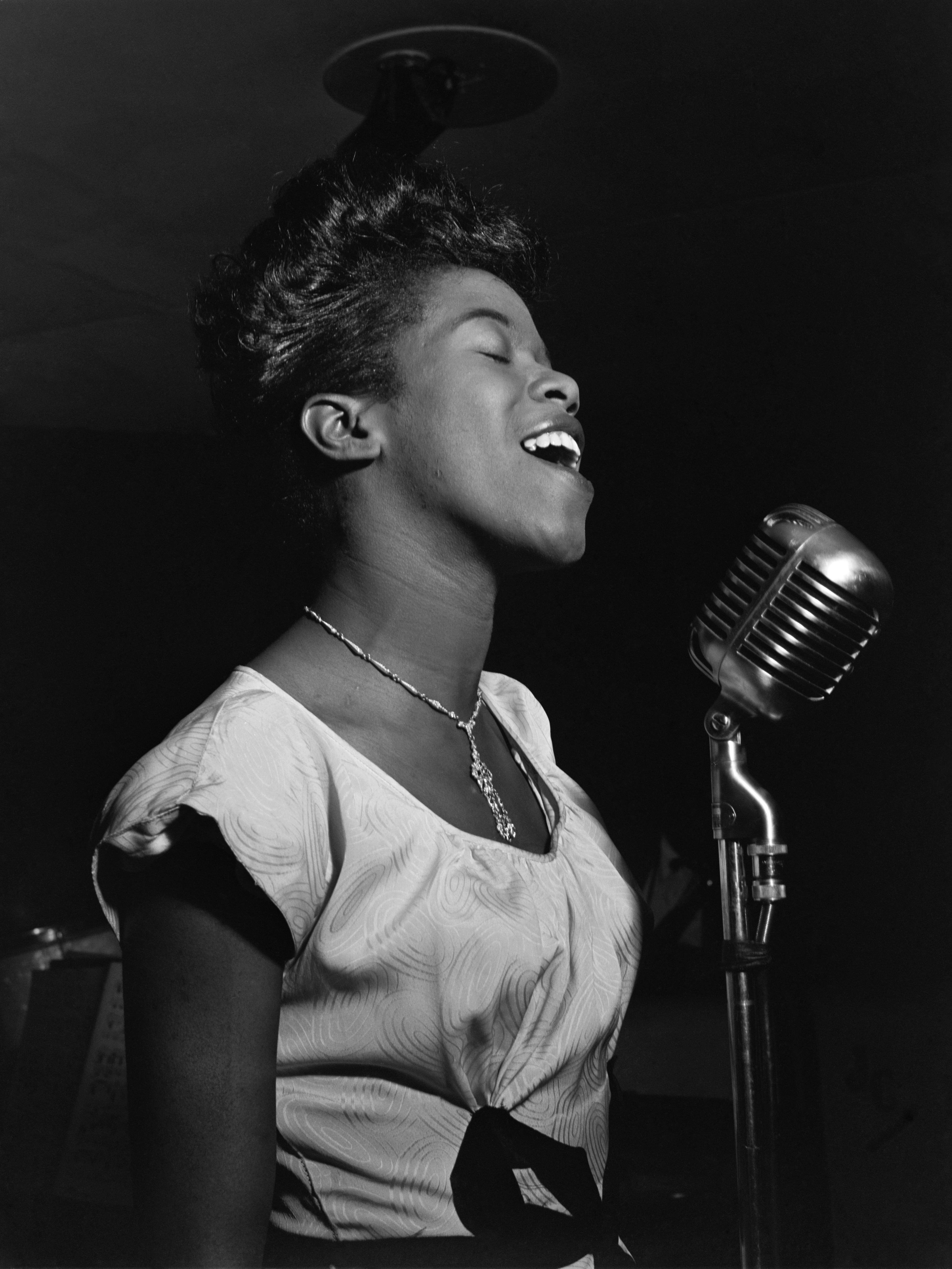
Sarah Vaughan
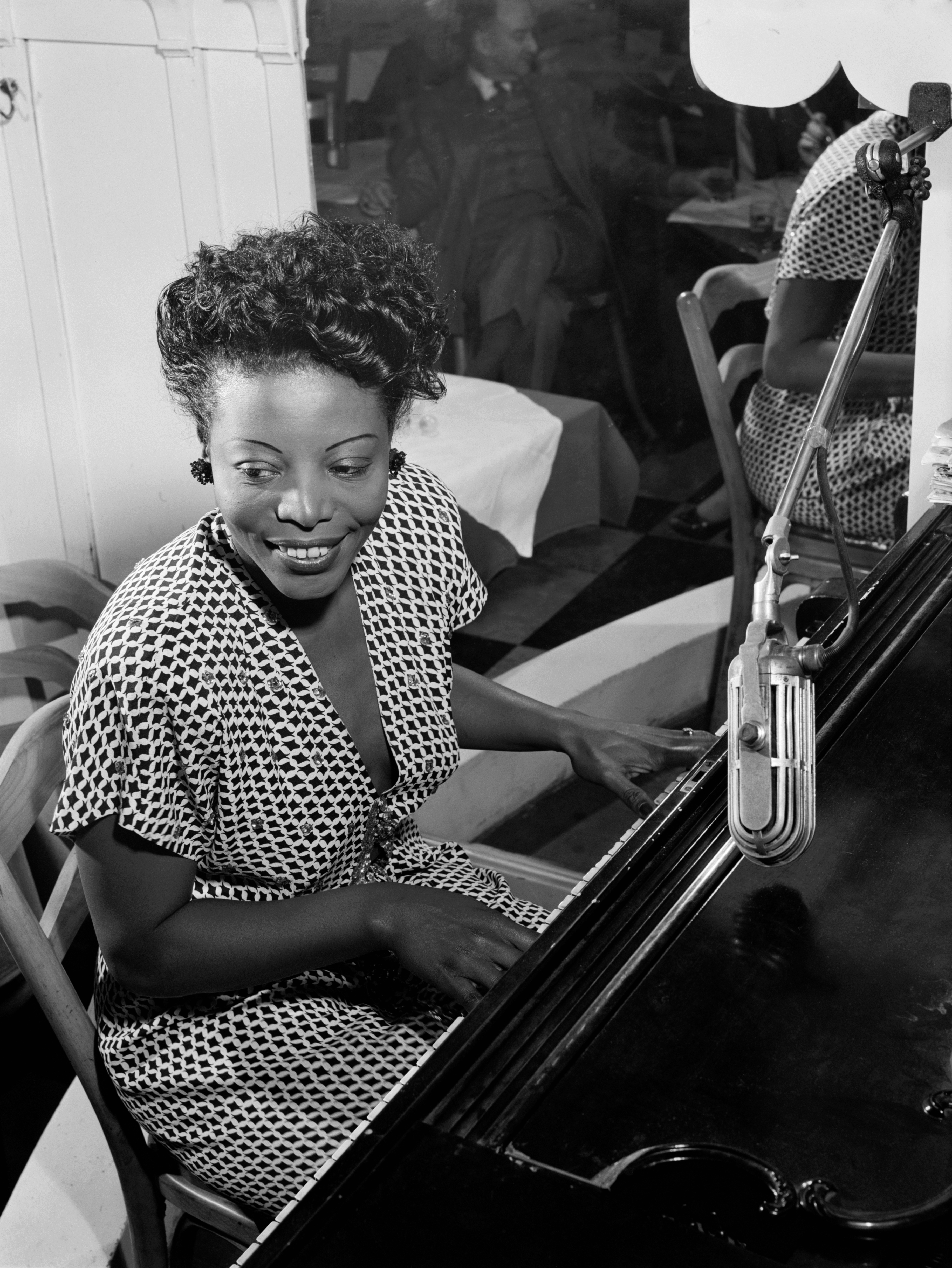
Mary Lou Williams
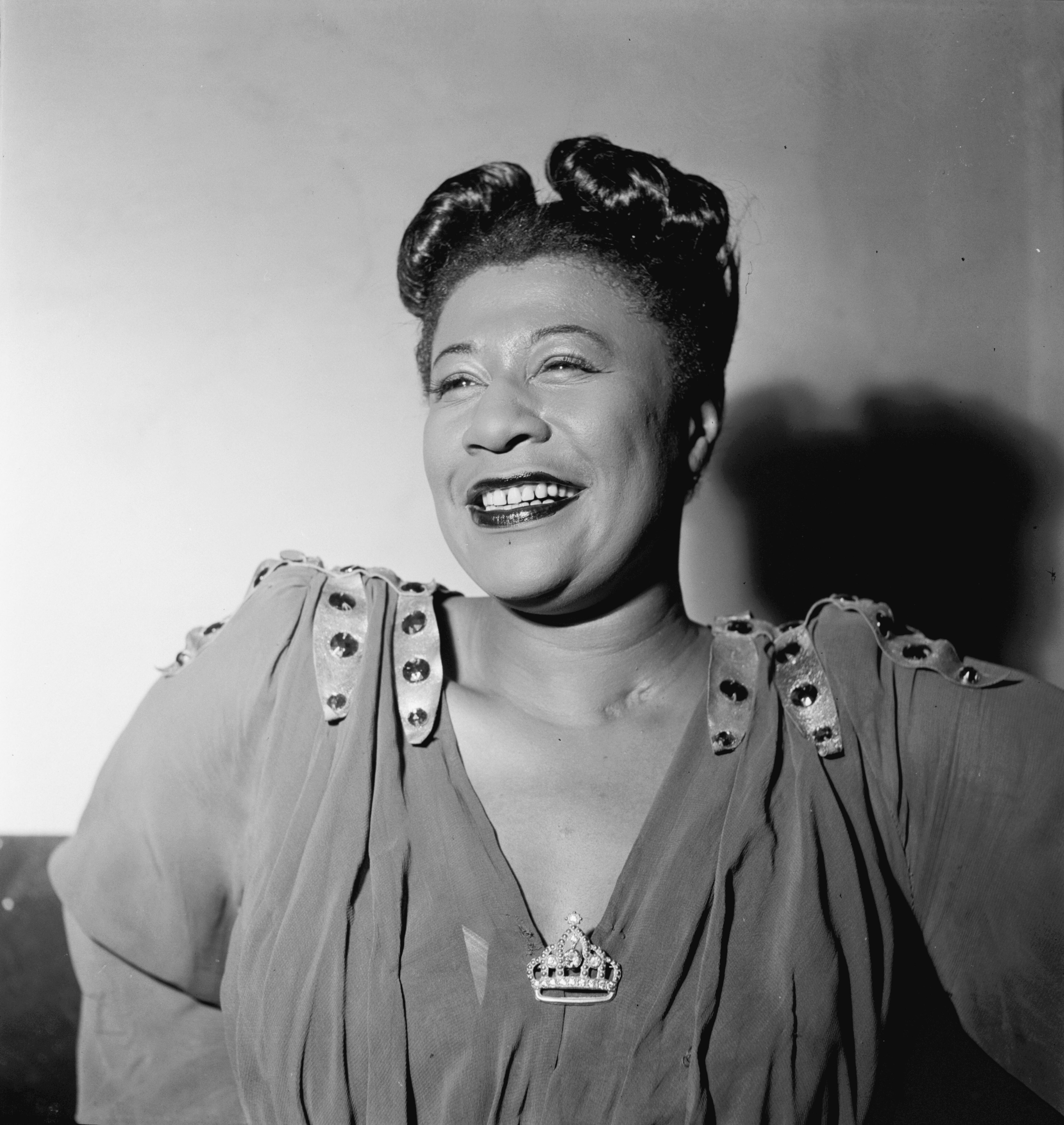
Ella Fitzgerald
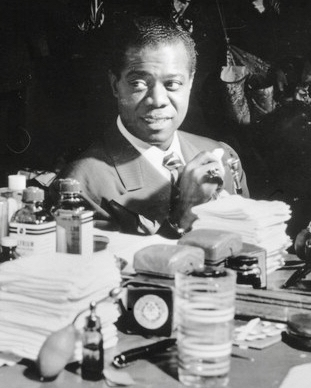
Louis Armstrong
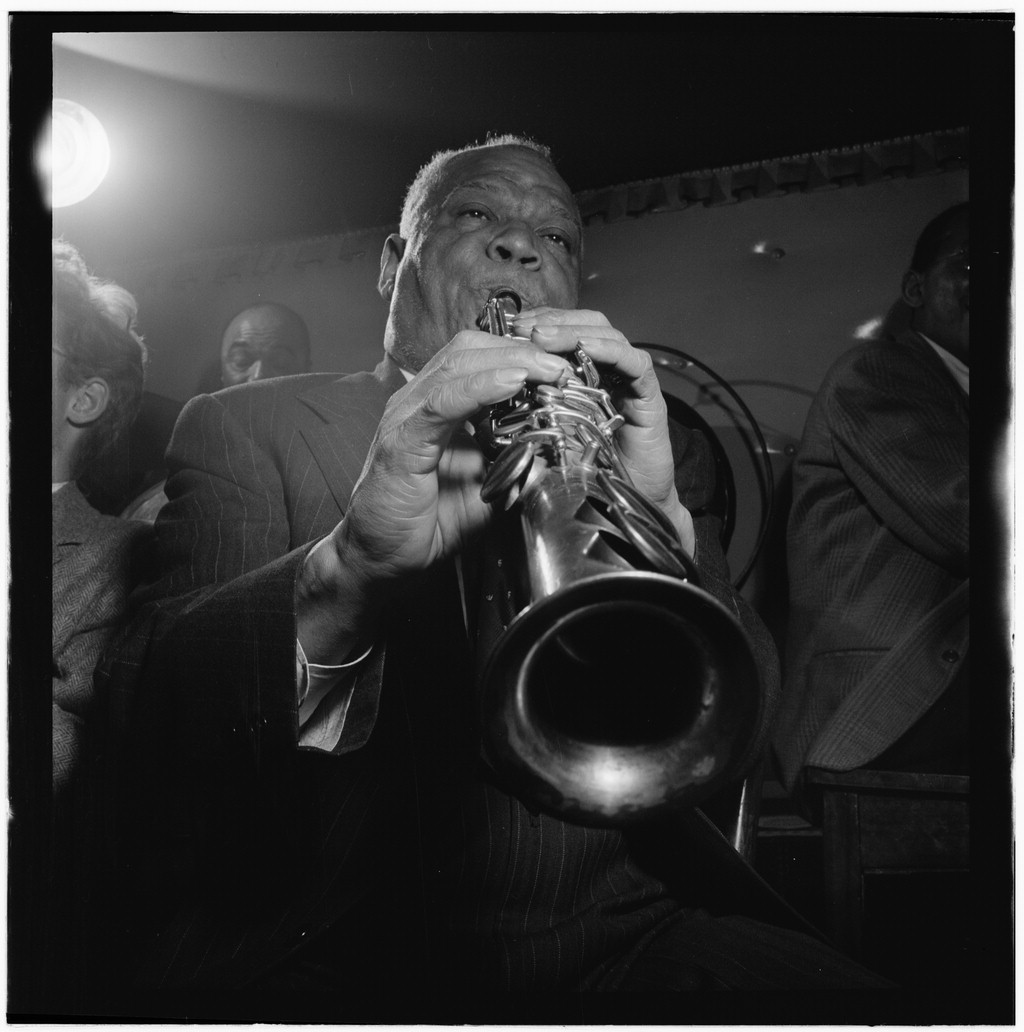
Sidney Bechet

## Fordítás
Ez a szócikk részben vagy egészben  a   William P. Gottlieb című angol Wikipédia-szócikk ezen változatának fordításán alapul.  Az eredeti cikk szerkesztőit annak laptörténete sorolja fel. Ez a jelzés csupán a megfogalmazás eredetét és a szerzői jogokat jelzi, nem szolgál a cikkben szereplő információk forrásmegjelöléseként.